# Мияги (префектура)
Мия́ги (яп. 宮城県 Мияги-кэн) — префектура Японии, которая находится в регионе Тохоку на острове Хонсю. Административный центр префектуры — город Сэндай. Площадь префектуры составляет 7285,77 км², население — 2 328 157 человек (31 июля 2014), плотность населения — 319,55 чел./км².

## Краткие сведения
Префектура Мияги расположена на северо-востоке Японского архипелага, в регионе Тохоку, на побережье Тихого океана. На севере она граничит с префектурой Иватэ, на юге — с префектурой Фукусима, а на западе и северо-западе, по линии гор Оу, граничит с префектурами Ямагата и Акита.
Исторически земли префектуры Мияги составляли южную часть провинции Муцу. В древности её населяли племена эмиси, ассимилированные японцами в 12 веке. В течение 17 — 19 века земли префектуры контролировались удельным княжеством Сэндай. Оно воевало на стороне антиправительственных сил во время гражданской войны 1868—1869 гг. В результате, префектура, образованная на землях удела, получила название Мияги, а не Сэндай, по названию старинной волости Мияги.
Площадь префектуры Мияги составляет около 7285,77 км2. Это наименьшая административная единица префектурного уровня в регионе. Однако по количеству населения Мияги занимает первое место в Тохоку. Её население составляет около 2,3 млн человек. Демографический рост на 1,6 % наблюдался в течение 1995—2000 гг. В 2000—2005 годах был спад на 0,2 %. Для префектуры характерно старение населения: 20% всех жителей составляют лица старше 65 лет.
Административным центром префектуры является город-миллионник Сэндай. Он играет роль политического, экономического и культурного центра всего региона Тохоку. Около 50 % населения префектуры проживает в Сэндае или его окрестностях — городах Тагадзё, Натори, Иванума.
Основой экономики префектуры является сельское хозяйство, важную роль в котором играет рисоводство. Значительная часть сельскохозяйственной продукции сбывается в Токио. Развиты также рыболовство, пищевая, деревообрабатывающая, целлюлозно-бумажная и машиностроительная промышленность.
11 марта 2011 года, в 14:48, префектура пострадала от сильного землетрясения магнитудой 9.1 по шкале Рихтера и 10-метрового цунами.

## Административно-территориальное деление
В префектуре расположено 13 городов и 10 уездов (21 посёлок и одно село).

### Города
Список городов:
| - Иванума; - Исиномаки; - Какуда; - Кесеннума; - Курихара; - Натори; - Осаки; | - Сиогама; - Сироиси; - Сэндай (центр); - Тагадзё; - Томе; - Хигасимацусима. |

### Уезды
Посёлки и сёла по уездам:
| - Ватари; - Ватари; - Ямамото; - Игу; - Марумори; - Ками; - Ками; - Сикама; - Катта; - Дзао; - Ситикасюку; | - Курокава; - Осато; - Охира; - Тайва; - Томия; - Мияги; - Мацусима; - Рифу; - Ситигахама; - Мотоёси; - Минамисанрику; | - Осика; - Онагава; - Сибата; - Кавасаки; - Мурата; - Огавара; - Сибата; - Тода; - Вакуя; - Мисато. |

## Символика
Эмблема префектуры была избрана в 1966 году из 1615 присланных работ. Она была создана на основе символа хираганы «ми» (яп. み) и представляет собой три листа леспедецы головчатой. Лист, который расположен посередине, символизирует развитие префектуры, левый лист представляет собой сотрудничество жителей префектуры, а правый — любовь жителей к родной префектуре.
Леспедеца головчатая была избрана 22 марта 1955 года цветком префектуры. Деревом выбрали серый вяз (30 сентября 1966). 30 июля 1965 года были объявлены птица и животное префектуры — дикий гусь и олень.

## Транспорт
- Аэропорт Сэндай

## Образование
- Университет Тохоку
- Педагогический университет Мияги